# Matthew Bostock
Matthew Bostock (Douglas, 16 de julio de 1997) es un deportista británico que compite en ciclismo en las modalidades de pista y ruta.
Ganó una medalla de bronce en el Campeonato Europeo de Ciclismo en Pista de 2016, en la prueba de persecución por equipos.

## Medallero internacional
| Campeonato Europeo | Campeonato Europeo       | Campeonato Europeo | Campeonato Europeo      |
| Año                | Lugar                    | Medalla            | Competición             |
| ------------------ | ------------------------ | ------------------ | ----------------------- |
| 2016               | Saint-Quentin ( Francia) | Medalla de bronce  | Persecución por equipos |

## Palmarés
2022
- 1 etapa del Tour de la Mirabelle

## Equipos
- Canyon/SunGod (2019-2022)
  - Canyon dhb p/b Bloor Homes (2019)
  - Canyon dhb p/b Soreen (2020)
  - Canyon dhb SunGod (2021)
  - WiV SunGod (2022)
- Bolton Equities Black Spoke Pro Cycling (2023)